# آنا نایماسی
آنا نایماسی (انگلیسی: Ana Naimasi؛ زادهٔ ۲۱ فوریهٔ ۱۹۹۴) بازیکن راگبی ۷ نفره اهل فیجی است.
وی در مسابقات کشوری و بین‌المللی در مجموع برندهٔ ۱ مدال برنز شده‌است.